# Galina Prozumenščikova
Galina Nikolaevna Prozumenščikova, coniugata Stepanova (in russo Галина Николаевна Прозуменщикова-Степанова?, in ucraino Галина Миколаївна Прозуменщикова-Степанова?, Halyna Mykolaïvna Prozumenščykova-Stepanova; Sebastopoli, 26 novembre 1948 – Mosca, 19 luglio 2015), è stata una nuotatrice sovietica, dal 1992 ucraina.

## Carriera

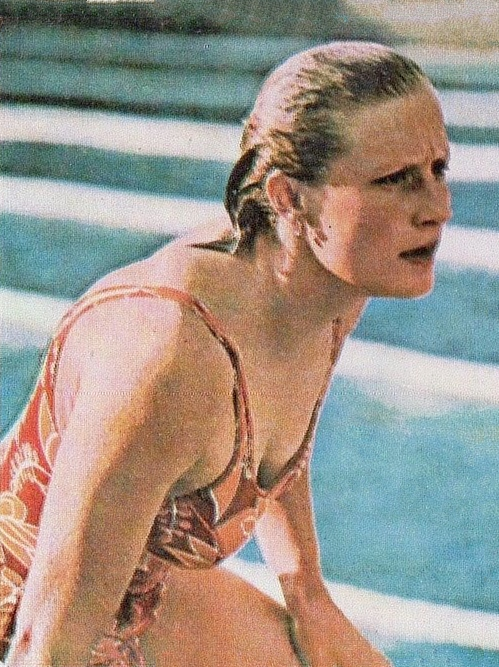
Prozumenščikova nel 1972 durante un allenamento.

Galina vinse cinque medaglie ai Giochi Olimpici, tutte nella rana, stile che ha sempre prediletto durante la sua carriera da nuotatrice. La prima, tra l'altro conquistata con il nuovo record olimpico dei 200 metri rana nel 1964 a Tokyo, è stata anche la prima medaglia d'oro vinta da un nuotatore sovietico alle Olimpiadi.
Ai campionati europei del 1966 riuscì nell'impresa di conquistare il più alto gradino del podio ancora nei 200 metri rana (specialità in cui ha vinto anche nell'edizione del 1970) stabilendo il nuovo primato mondiale, che risulterà il tempo più veloce mai nuotato dalla sovietica in questa tipologia di gara (2'48"8). Dopo aver partorito nel 1969 pensò di ritirarsi, ma il suo allenatore, visti i risultati, la spronò a rimanere in vasca. Così facendo vinse ancora l'oro sia nei 100 metri che nei 200 metri rana agli europei del 1970 ma non riuscì più a trionfare in nessuna delle due gare alle successive due edizioni delle Olimpiadi dove raccolse, complessivamente, due argenti e due bronzi.
Si ritirò ufficialmente dalle competizioni nel 1973 con all'attivo dieci medaglie internazionali e quindici nazionali e quattro anni più tardi è stata inserita nella International Swimming Hall of Fame tra le nuotatrici sovietiche più forti di tutti i tempi.
Morì il 19 luglio 2015 all'età di 66 anni a Mosca dopo una lunga malattia e il suo corpo è stato cremato.

## Palmares

### Competizioni internazionali
- Olimpiadi

Tokyo 1964: oro nei 200m rana.
Città del Messico 1968: argento nei 100m rana e bronzo nei 200m rana.
Monaco di Baviera 1972: argento nei 100m rana e bronzo nei 200m rana.
- Europei

Utrecht 1966: oro nei 200m rana e argento nella 4x100m misti.
Barcellona 1970: oro nei 100m e nei 200m rana e argento nella 4x100m misti.
- Universiade

Torino 1970: oro nei 100m e 200m rana.
Mosca 1973: bronzo nei 100m rana.

### Campionati sovietici
- 1965: oro nei 100m rana, nei 200m rana e nella staffetta 4x100m misti.
- 1968: oro nei 100m rana, nei 200m rana e argento nella staffetta 4x100m misti.
- 1971: argento nei 100m rana, oro nei 200m rana e nella staffetta 4x100m misti.